# Wulf D. Hund
Wulf Dietmar Hund, meist abgekürzt Wulf D. Hund (* 18. November 1946 in Dreveskirchen), ist ein deutscher Soziologe. Er ist Professor im Ruhestand für Soziologie am Fachbereich Sozialökonomie der Universität Hamburg.

## Werdegang
Nach dem Abitur am Comenius-Gymnasium in Düsseldorf studierte Hund an der Philipps-Universität Marburg bei Wolfgang Abendroth, Werner Hofmann, Heinz Maus u. a. Soziologie, Politische Wissenschaften und Philosophie. Er war Mitglied des SDS und engagierte sich in der Hochschulpolitik. Seine kultursoziologischen Studien schlugen sich in mehreren Veröffentlichungen zur Soziologie der Literatur, der Kommunikation und der Mode nieder. In seiner Magisterarbeit setzte er sich kritisch mit dem Strukturalismus auseinander. Seine Dissertation beschäftigte sich mit Problemen einer kritischen Analyse der Massenkommunikation.
Während seiner Tätigkeit an der 2005 mit der Universität Hamburg fusionierten Hamburger Universität für Wirtschaft und Politik forschte er über Arbeit, Arbeiterbewegung, Kommunikation, Kultur und Rassismus. Mittlerweile steht die Rassismusanalyse im Zentrum seiner Forschungen. Beiträge dazu publizierte er auch in tagesnahen Medien wie den Zeitschriften Blätter für deutsche und internationale Politik und Z. Zeitschrift Marxistische Erneuerung oder in der linken Tageszeitung junge Welt.

## Arbeitsschwerpunkte
In der durch die Anti-Springer-Kampagne der 1960er- und 1970er-Jahre ausgelösten Diskussion um die Rolle der Massenmedien vertrat Hund eine die Bedeutung der Produktionsverhältnisse betonende marxistische Position. In diesem Zusammenhang beschäftigte er sich auch intensiv mit der Analyse des Fernsehens. Seine Auseinandersetzung mit der Entwicklung des abendländischen Verständnisses von Arbeit behandelt die Dialektik von Herrschaft und Selbstverwirklichung. Diesem Verhältnis ging er u. a. auch im Bereich der Kulturanalyse nach. Im Bereich der Rassismusforschung, mit der er sich seit den Mordanschlägen von Rostock, Mölln und Solingen 1992/93 beschäftigt, untersucht er rassistische und andere Formen sozialer Diskriminierung im Zusammenhang mit der Legitimation von Herrschaftsverhältnissen und plädiert für eine vergleichende historische Analyse.

## Rassismusforschung
Hund analysiert Rassismus als zentrales Muster negativer Vergesellschaftung. Nach seiner Auffassung reichen in herrschaftlich strukturierten Gesellschaften die positiven Funktionen von Kultur und Tradition für die Stabilisierung des sozialen Zusammenhalts nicht aus, weil deren Elemente ungleich verteilt und nicht selten umkämpft sind. Rassismus hingegen erlaube soziale Inklusion durch die Abwertung der Kultur und Tradition anderer. Er stelle auf eine Zweiteilung der Gesellschaft ab. Auf der einen Seite existieren unterschiedlich ausgestaltete soziale Positionen, die nach Alter, Geschlecht, Klasse usw. differenziert werden. Auch unter den Bedingungen sozialer Diskriminierung können die einzelnen Gesellschaftsmitglieder auf diese Weise individuelle Profile ausbilden. Das wird auf der anderen Seite denen bestritten, die rassistischer Diskriminierung ausgesetzt sind. Sie gelten allesamt als Repräsentanten eines rassistisch konstruierten Typus.
Diese Operation bediente sich in der Moderne vor allem des Begriffs der Rasse. Sie hat sich aber nie ausschließlich auf ihn gestützt und in der Vergangenheit auch andere Kategorien zum Zentrum ihrer Diskriminierung gemacht. Die dabei entwickelten Muster lassen sich nach Hund durch die Gegensätze von Kultivierten und Barbaren, Menschen und Monstern, Reinen und Unreinen, Erwählten und Teufeln, Zivilisierten und Wilden, Weißen und Farbigen sowie Vollwertigen und Minderwertigen kennzeichnen. Während das Rassenstereotyp seiner historischen Diskreditierung durch den Faschismus wegen stark an Akzeptanz verloren habe, würde gegenwärtig verstärkt auf das Barbarenstereotyp und das Teufelsstereotyp zurückgegriffen. Damit rückten kulturelle und religiöse Kriterien erneut ins Zentrum rassistischer Diskriminierung.

Negative Vergesellschaftung

Seine Überlegungen hat Hund durch ein „model of negative societalisation“ illustriert – in einem “diagram, which depicts (as a square) the social nexus of some included social groups (as circles with reciprocal connections) and (as arrows, inward and outward) the lines of the forces of inclusion and exclusion”. Die ungleiche Verteilung des gesellschaftlichen Reichtums, die zu Hierarchisierung und herrschaftlich geprägter Distinktion führt, wird durch eine Klassenpyramide symbolisiert. Deren ideologische Legitimation veranschaulicht (eingedenk der jahrhundertelangen Bedeutung des Christentums für das abendländische Bewusstsein) “the symbol of an omniscient god, who supposedly wanted the societal conditions to be the way they are”. Die durch Sozialisation besorgte Inklusion der einzelnen in die Gesellschaft wird durch ein Achtungszeichen verdeutlicht. In ihrem Verlauf werden die Individuen in soziale Räume eingewiesen, die selbst wieder durch Inklusion und Exklusion gekennzeichnet sind: “Depending on age, class membership, gender etc. certain actions are allowed or prohibited and certain spheres are open or closed”. Diejenigen, die dabei sozial deklassiert werden, können sich nur negativ als vollwertige Mitglieder der Gesellschaft begreifen – „by the exclusion of others who are stigmatised as inferior“. Zur Veranschaulichung dieser Dimension negativer Vergesellschaftung dient „one of those triangles standing on their peaks which were used in different colours to mark the prisoners in German concentration camps“.

## Veröffentlichungen (Auswahl)
- Ware Nachricht und Informationsfetisch. Zur Theorie der gesellschaftlichen Kommunikation. Luchterhand, Darmstadt u. a. 1976, ISBN 978-3-472-62004-4. (Dissertation Universität Marburg, Fachbereich Gesellschaftswissenschaft)
- mit Dieter Kramer, Hrsg.: Beiträge zur materialistischen Kulturtheorie. Pahl-Rugenstein, Köln 1978, ISBN 978-3-7609-0395-8.
- Der Philosoph und das Volk. 200 Jahre Französische Revolution. Als Herausgeber und Redakteur, Pahl-Rugenstein, Köln 1988, ISBN 978-3-7609-1291-2.
- Stichwort Arbeit – vom Banausentum zum travail attractif. Distel, Heilbronn 1990, ISBN 978-3-923208-21-0.
- Heinrich Vogeler: Hamburger Werftarbeiter – aus der Ästhetik des Widerstands. S. Fischer, Frankfurt 1992, ISBN 3-596-10742-3.
- Zigeuner. Geschichten und Struktur einer rassistischen Konstruktion (Hrsg. u. Ko-Autor). Duisburg 1996.
- Die Körper der Bilder der Rassen. Wissenschaftliche Leichenschändung und rassistische Entfremdung. In: Wulf D. Hund (Hrsg.): Entfremdete Körper. Rassismus als Leichenschändung. Transcript Verlag, Bielefeld 2009, S. 13–79.
- Rassismus. In: Hans Jörg Sandkühler (Hrsg.): Enzyklopädie Philosophie. 2. erw. Auflage (3 Bde.). Felix Meiner Verlag, Hamburg 2010, Bd. 3, S. 2191–2200.
- Negative Societalisation. Racism and the Constitution of Race. In: Wulf D. Hund, Jeremy Krikler, David Roediger (Hrsg.): Wages of Whiteness & Racist Symbolic Capital. Lit Verlag, Münster 2010, S. 57–96.
- It must come from Europe. The Racisms of Immanuel Kant. In: Wulf D. Hund, Christian Koller, Moshe Zimmermann (Hrsg.): Racisms Made in Germany. Lit Verlag, Münster 2011, S. 69–98.
- Prädestination in der Wüste? Marginalie zu einer Fata Morgana von Walter Benjamin. In: Das Argument, 54, 2012, 6 (300), S. 833–844.
- Advertising White Supremacy. Capitalism, Colonialism and Commodity Racism. In: Wulf D. Hund, Michael Pickering, Anandi Ramamurthy (Hrsg.): Colonial Advertising & Commodity Racism. Lit Verlag, Münster 2013, S. 21–67.
- Racism in White Sociology. From Adam Smith to Max Weber. In: Wulf D. Hund, Alana Lentin (Hrsg.): Racism and Sociology. Lit Verlag, Münster 2014, S. 23–67.
- Negative Vergesellschaftung. Dimensionen der Rassismusanalyse. 2. Erw. Aufl. Verlag Westfälisches Dampfboot, Münster 2014.
- Racist King Kong Fantasies. From Shakespeare’s Monster to Stalin’s Ape-Man. In: Wulf D. Hund, Charles W. Mills, Silvia Sebastiani (Hrsg.): Simianization. Apes, Gender, Class, and Race. Lit Verlag, Münster 2015, S. 43–73.
- Wie die Deutschen weiß wurden. Kleine (Heimat)Geschichte des Rassismus. J.B. Metzler Verlag, Stuttgart 2017, ISBN 978-3-476-04499-0. (2018 auch als Sonderausgabe der Bundeszentrale für politische Bildung)
- Rassismus und Antirassismus. Papyrossa, Köln 2018, ISBN 978-3-89438-666-5.
- ‘Racism’ Down Under. The Prehistory of a Concept in Australia, zusammen mit Stefanie Affeldt. In: Australian Studies Journal | Zeitschrift für Australienstudien, 33–34, 2019–2020, pp. 9–30, open-access.
- Marx and Haiti. Towards a Historical Materialist Theory of Racism. Lit, Berlin u. a. 2022, ISBN 978-3-643-91518-4.
- mit Lukas Egger, Felix Lösing: Marx, Engels und der Rassismus ihrer Zeit. Mandelbaum, Wien 2025, ISBN 978399136-520-4.

## Features
- Haltet die Fäuste bereit. Fernsehfilm von Wulf D. Hund und Thomas Frickel. Norddeutscher Rundfunk 15. November 1992.
- Peter Huemer im Gespräch mit Wulf D. Hund. Österreichischer Rundfunk, 9. Januar 1997.